# Žan Karničnik
Žan Karničnik (Slovenj Gradec, 18 settembre 1994) è un calciatore sloveno, difensore del Celje e della nazionale slovena.

## Carriera

### Club
Con la maglia del NŠ Mura ha conquistato la Coppa di Slovenia 2019-2020 segnando in finale la rete del 2-0 contro il Nafta 1903.

### Nazionale
Il 28 settembre 2021 viene convocato per la prima volta in nazionale maggiore dal CT sloveno Matjaž Kek. L'8 settembre seguente fa il suo debutto giocando da titolare nel match vinto contro il Malta (0-4).
L'11 settembre 2023 realizza il suo primo gol per la selezione slovena nel successo contro San Marino (0-4).

## Statistiche

### Presenze e reti nei club
Statistiche aggiornate al 20 maggio 2023.
| Stagione         | Squadra          | Campionato       | Campionato | Campionato | Coppe nazionali | Coppe nazionali | Coppe nazionali | Coppe continentali | Coppe continentali | Coppe continentali | Altre coppe | Altre coppe | Altre coppe | Totale | Totale | Totale |
| Stagione         | Squadra          | Comp             | Pres       | Reti       | Comp            | Pres            | Reti            | Comp               | Pres               | Reti               | Comp        | Pres        | Reti        | Pres   | Reti   |        |
| ---------------- | ---------------- | ---------------- | ---------- | ---------- | --------------- | --------------- | --------------- | ------------------ | ------------------ | ------------------ | ----------- | ----------- | ----------- | ------ | ------ | ------ |
| 2016-2017        | Maribor          | 1.SNL            | 1          | 0          | CS              | 0               | 0               | UEL                | 0                  | 0                  |             | -           | -           | 1      | 0      |        |
| 2017-2018        | NŠ Mura          | 2.SNL            | 24         | 4          | CS              | 3               | 0               |                    | -                  | -                  |             | -           | -           | 27     | 4      |        |
| 2018-2019        | NŠ Mura          | 1.SNL            | 35         | 2          | CS              | 4               | 1               |                    | -                  | -                  |             | -           | -           | 39     | 3      |        |
| 2019-2020        | NŠ Mura          | 1.SNL            | 33         | 3          | CS              | 5               | 1               | UEL                | 1                  | 0                  |             | -           | -           | 39     | 4      |        |
| 2020-2021        | NŠ Mura          | 1.SNL            | 34         | 3          | CS              | 1               | 0               | UEL                | 3                  | 0                  |             | -           | -           | 38     | 3      |        |
| 2021-gen. 2022   | NŠ Mura          | 1.SNL            | 19         | 2          | CS              | 1               | 0               | UCL+UEL+UECL       | 4+4+6              | 0                  |             | -           | -           | 34     | 2      |        |
| Totale NŠ Mura   | Totale NŠ Mura   | Totale NŠ Mura   | 145        | 14         |                 | 13              | 2               |                    | 18                 | 0                  |             | -           | -           | 177    | 16     |        |
| gen.-giu. 2022   | Ludogorec        | PL               | 11         | 0          | CB              | 3               | 0               |                    | -                  | -                  |             | -           | -           | 14     | 0      |        |
| 2022-gen. 2023   | Ludogorec        | PL               | 5          | 0          | CB              | 0               | 0               | UCL+UEL            | 3+1                | 0                  |             | -           | -           | 9      | 0      |        |
| Totale Ludogorec | Totale Ludogorec | Totale Ludogorec | 16         | 0          |                 | 3               | 0               |                    | 4                  | 0                  |             | -           | -           | 23     | 0      |        |
| gen.-giu. 2023   | Celje            | 1.SNL            | 16         | 0          | CS              | 2               | 0               |                    | -                  | -                  |             | -           | -           | 18     | 0      |        |
| 2023-2024        | Celje            | 1.SNL            | 34         | 4          | CS              | 0               | 0               | UECL               | 6                  | 0                  | -           | -           | -           | 40     | 4      |        |
| 2024-2025        | Celje            | 1.SNL            | 13         | 0          | CS              | 2               | 1               | UCL+UEL+UECL       | 3+1+10             | 1+1+0              | -           | -           | -           | 29     | 3      |        |
| Totale Celje     | Totale Celje     | Totale Celje     | 63         | 4          |                 | 4               | 1               |                    | 20                 | 2                  |             | -           | -           | 87     | 7      |        |
| Totale carriera  | Totale carriera  | Totale carriera  | 225        | 18         |                 | 20              | 3               |                    | 42                 | 2                  |             | -           | -           | 288    | 23     |        |

### Cronologia presenze e reti in nazionale
| Cronologia completa delle presenze e delle reti in nazionale ― Slovenia | Cronologia completa delle presenze e delle reti in nazionale ― Slovenia | Cronologia completa delle presenze e delle reti in nazionale ― Slovenia | Cronologia completa delle presenze e delle reti in nazionale ― Slovenia | Cronologia completa delle presenze e delle reti in nazionale ― Slovenia | Cronologia completa delle presenze e delle reti in nazionale ― Slovenia | Cronologia completa delle presenze e delle reti in nazionale ― Slovenia | Cronologia completa delle presenze e delle reti in nazionale ― Slovenia |
| Data                                                                    | Città                                                                   | In casa                                                                 | Risultato                                                               | Ospiti                                                                  | Competizione                                                            | Reti                                                                    | Note                                                                    |
| ----------------------------------------------------------------------- | ----------------------------------------------------------------------- | ----------------------------------------------------------------------- | ----------------------------------------------------------------------- | ----------------------------------------------------------------------- | ----------------------------------------------------------------------- | ----------------------------------------------------------------------- | ----------------------------------------------------------------------- |
| 8-10-2021                                                               | Ta' Qali                                                                | Malta                                                                   | 0 – 4                                                                   | Slovenia                                                                | Qual. Mondiali 2022                                                     | -                                                                       |                                                                         |
| 11-10-2021                                                              | Maribor                                                                 | Slovenia                                                                | 1 – 2                                                                   | Russia                                                                  | Qual. Mondiali 2022                                                     | -                                                                       | 86’                                                                     |
| 11-11-2021                                                              | Trnava                                                                  | Slovacchia                                                              | 2 – 2                                                                   | Slovenia                                                                | Qual. Mondiali 2022                                                     | -                                                                       | 59’                                                                     |
| 14-11-2021                                                              | Lubiana                                                                 | Slovenia                                                                | 2 – 1                                                                   | Cipro                                                                   | Qual. Mondiali 2022                                                     | -                                                                       |                                                                         |
| 26-3-2022                                                               | Al Rayyan                                                               | Croazia                                                                 | 1 – 1                                                                   | Slovenia                                                                | Amichevole                                                              | -                                                                       | 77’                                                                     |
| 29-3-2022                                                               | Al Rayyan                                                               | Qatar                                                                   | 0 – 0                                                                   | Slovenia                                                                | Amichevole                                                              | -                                                                       | 46’                                                                     |
| 2-6-2022                                                                | Lubiana                                                                 | Slovenia                                                                | 0 – 2                                                                   | Svezia                                                                  | UEFA Nations League 2022-2023 - 1º turno                                | -                                                                       | 64’                                                                     |
| 5-6-2022                                                                | Belgrado                                                                | Serbia                                                                  | 4 – 1                                                                   | Slovenia                                                                | UEFA Nations League 2022-2023 - 1º turno                                | -                                                                       |                                                                         |
| 9-6-2022                                                                | Oslo                                                                    | Norvegia                                                                | 0 – 0                                                                   | Slovenia                                                                | UEFA Nations League 2022-2023 - 1º turno                                | -                                                                       | 81’                                                                     |
| 12-6-2022                                                               | Lubiana                                                                 | Slovenia                                                                | 2 – 2                                                                   | Serbia                                                                  | UEFA Nations League 2022-2023 - 1º turno                                | -                                                                       | 74’                                                                     |
| 24-9-2022                                                               | Lubiana                                                                 | Slovenia                                                                | 2 – 1                                                                   | Norvegia                                                                | UEFA Nations League 2022-2023 - 1º turno                                | -                                                                       | 90+3’                                                                   |
| 27-9-2022                                                               | Solna                                                                   | Svezia                                                                  | 1 – 1                                                                   | Slovenia                                                                | UEFA Nations League 2022-2023 - 1º turno                                | -                                                                       |                                                                         |
| 17-11-2022                                                              | Cluj-Napoca                                                             | Romania                                                                 | 1 – 2                                                                   | Slovenia                                                                | Amichevole                                                              | -                                                                       | 46’                                                                     |
| 20-11-2022                                                              | Lubiana                                                                 | Slovenia                                                                | 1 – 0                                                                   | Montenegro                                                              | Amichevole                                                              | -                                                                       | 72’                                                                     |
| 23-3-2023                                                               | Astana                                                                  | Kazakistan                                                              | 1 – 2                                                                   | Slovenia                                                                | Qual. Euro 2024                                                         | -                                                                       |                                                                         |
| 26-3-2023                                                               | Lubiana                                                                 | Slovenia                                                                | 2 – 0                                                                   | San Marino                                                              | Qual. Euro 2024                                                         | -                                                                       | 58’                                                                     |
| 16-6-2023                                                               | Helsinki                                                                | Finlandia                                                               | 2 – 0                                                                   | Slovenia                                                                | Qual. Euro 2024                                                         | -                                                                       |                                                                         |
| 19-6-2023                                                               | Lubiana                                                                 | Slovenia                                                                | 1 – 1                                                                   | Danimarca                                                               | Qual. Euro 2024                                                         | -                                                                       |                                                                         |
| 7-9-2023                                                                | Lubiana                                                                 | Slovenia                                                                | 4 – 2                                                                   | Irlanda del Nord                                                        | Qual. Euro 2024                                                         | -                                                                       |                                                                         |
| 10-9-2023                                                               | Serravalle                                                              | San Marino                                                              | 0 – 4                                                                   | Slovenia                                                                | Qual. Euro 2024                                                         | 1                                                                       |                                                                         |
| 14-10-2023                                                              | Lubiana                                                                 | Slovenia                                                                | 3 – 0                                                                   | Finlandia                                                               | Qual. Euro 2024                                                         | -                                                                       |                                                                         |
| 17-10-2023                                                              | Belfast                                                                 | Irlanda del Nord                                                        | 0 – 1                                                                   | Slovenia                                                                | Qual. Euro 2024                                                         | -                                                                       |                                                                         |
| 17-11-2023                                                              | Copenaghen                                                              | Danimarca                                                               | 2 – 1                                                                   | Slovenia                                                                | Qual. Euro 2024                                                         | -                                                                       |                                                                         |
| 20-11-2023                                                              | Lubiana                                                                 | Slovenia                                                                | 2 – 1                                                                   | Kazakistan                                                              | Qual. Euro 2024                                                         | -                                                                       |                                                                         |
| 20-1-2024                                                               | San Antonio                                                             | Stati Uniti                                                             | 0 – 1                                                                   | Slovenia                                                                | Amichevole                                                              | -                                                                       |                                                                         |
| 26-3-2024                                                               | Lubiana                                                                 | Slovenia                                                                | 2 – 0                                                                   | Portogallo                                                              | Amichevole                                                              | -                                                                       |                                                                         |
| 4-6-2024                                                                | Lubiana                                                                 | Slovenia                                                                | 2 – 1                                                                   | Armenia                                                                 | Amichevole                                                              | -                                                                       |                                                                         |
| 8-6-2024                                                                | Lubiana                                                                 | Slovenia                                                                | 1 – 1                                                                   | Bulgaria                                                                | Amichevole                                                              | -                                                                       |                                                                         |
| 15-6-2024                                                               | Stoccarda                                                               | Slovenia                                                                | 1 – 1                                                                   | Danimarca                                                               | Euro 2024 - 1º turno                                                    | -                                                                       |                                                                         |
| 20-6-2024                                                               | Monaco di Baviera                                                       | Slovenia                                                                | 1 – 1                                                                   | Serbia                                                                  | Euro 2024 - 1º turno                                                    | 1                                                                       |                                                                         |
| 25-6-2024                                                               | Colonia                                                                 | Inghilterra                                                             | 0 – 0                                                                   | Slovenia                                                                | Euro 2024 - 1º turno                                                    | -                                                                       |                                                                         |
| 1-7-2024                                                                | Francoforte sul Meno                                                    | Portogallo                                                              | 0 – 0 dts (3 – 0 dtr)                                                   | Slovenia                                                                | Euro 2024 - Ottavi di finale                                            | -                                                                       | 37’                                                                     |
| 14-11-2024                                                              | Lubiana                                                                 | Slovenia                                                                | 1 – 4                                                                   | Norvegia                                                                | UEFA Nations League 2024-2025 - 1º turno                                | -                                                                       | 72’                                                                     |
| 17-11-2024                                                              | Vienna                                                                  | Austria                                                                 | 1 – 1                                                                   | Slovenia                                                                | UEFA Nations League 2024-2025 - 1º turno                                | -                                                                       |                                                                         |
| 20-3-2025                                                               | Bratislava                                                              | Slovacchia                                                              | 0 – 0                                                                   | Slovenia                                                                | UEFA Nations League 2024-2025 - Play-off                                | -                                                                       |                                                                         |
| 23-3-2025                                                               | Lubiana                                                                 | Slovenia                                                                | 1 – 0 dts                                                               | Slovacchia                                                              | UEFA Nations League 2024-2025 - Play-off                                | -                                                                       | 120+1’                                                                  |
| 6-6-2025                                                                | Lussemburgo                                                             | Lussemburgo                                                             | 0 – 1                                                                   | Slovenia                                                                | Amichevole                                                              | -                                                                       |                                                                         |
| 10-6-2025                                                               | Celje                                                                   | Slovenia                                                                | 2 – 1                                                                   | Bosnia ed Erzegovina                                                    | Amichevole                                                              | -                                                                       |                                                                         |
| Totale                                                                  |                                                                         | Presenze                                                                | 38                                                                      |                                                                         | Reti                                                                    | 2                                                                       |                                                                         |

## Palmarès

### Club

#### Competizioni nazionali
- Campionato sloveno: 3

Maribor: 2016-2017
NŠ Mura: 2020-2021
Celje: 2023-2024
- Druga slovenska nogometna liga: 1

NŠ Mura: 2017-2018
- Coppa di Slovenia: 2

NŠ Mura: 2019-2020
Celje: 2024-2025
- Campionato bulgaro: 2

Ludogorec: 2021-2022, 2022-2023
- Coppa di Bulgaria: 1

Ludogorec: 2022-2023
- Supercoppa di Bulgaria: 1

Ludogorec: 2022